# Ampulex senex
Ampulex senex är en  stekelart som beskrevs av Gottlieb Wilhelm Bischoff 1915. Ampulex senex ingår i släktet Ampulex och familjen Ampulicidae. Inga underarter finns listade i Catalogue of Life.